# Décès en 1427
Décès
- 1423
- 1424
- 1425
- 1426
- 1427
- 1428
- 1429
- 1430
- 1431

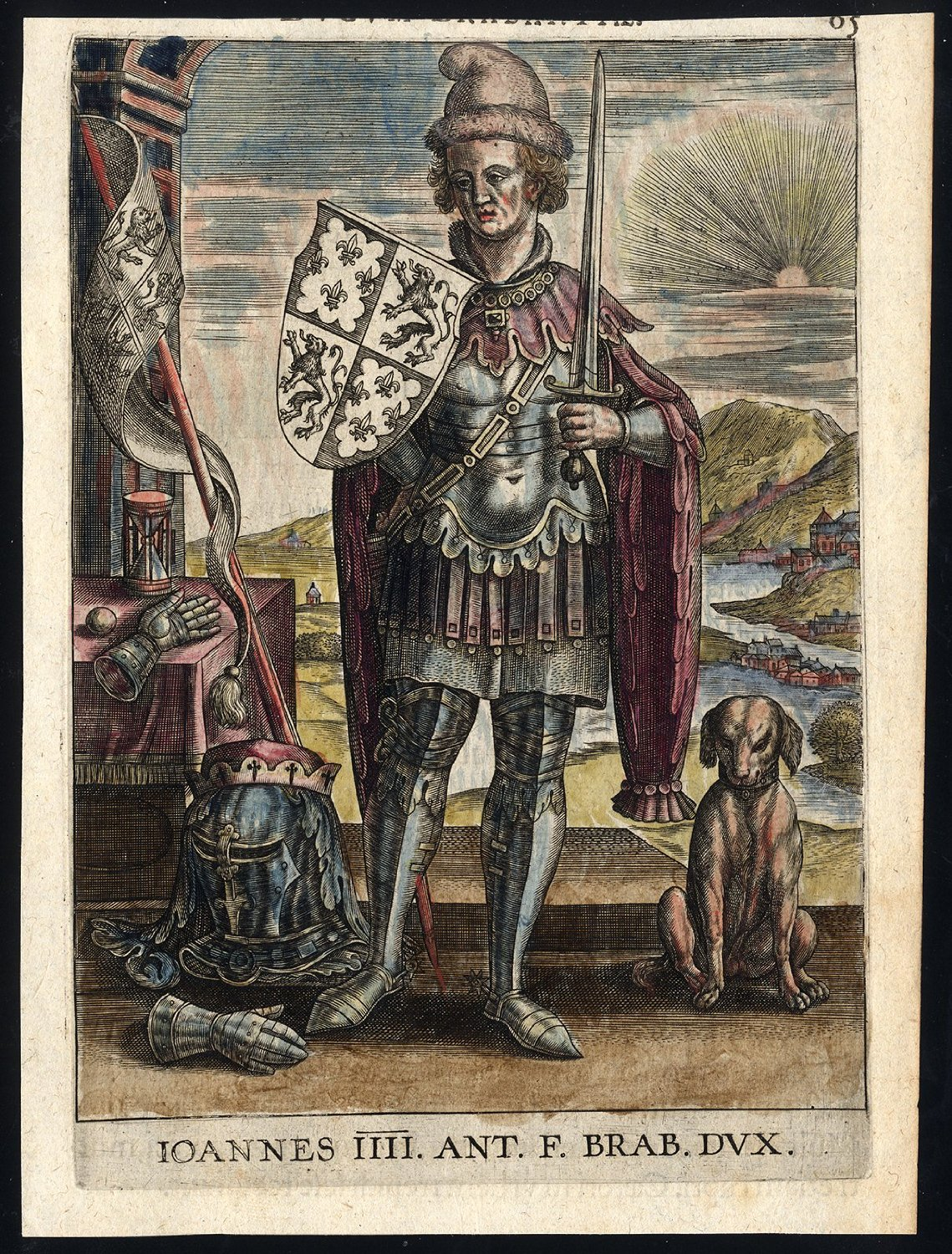
Jean IV de Brabant, mort en 1427.

Cette page dresse une liste de personnalités mortes au cours de l'année 1427  :
- février : Pierre II de Giac, chevalier, seigneur de Giac, Châteaugay et Clichy, premier chambellan du roi Charles VII.
- 21 mars : Sir William Sturmy, diplomate et parlementaire anglais.
- 27 mars : 
  - Tezozomochtli, ou Tezozomoc, roi des Tépanèques. Son fils Maxclatl lui succède[1].
  - Rinaldo Brancaccio, cardinal italien.
- 31 mars[2] : Chimalpopoca, roi des Aztèques, qui prisonnier des Tépanèques se suicide par pendaison.
- 7 avril : Uberto Decembrio, homme politique, écrivain, et humaniste italien.
- 17 avril : Jean IV de Brabant, duc de Brabant et de Limbourg, Comte de Hainaut, de Hollande et de Zélande.
- 1er mai : Michel Étienne, archevêque d'Embrun.
- 28 mai : 
  - Éric de Brunswick-Grubenhagen, duc de Brunswick-Lunebourg et prince de Grubenhagen.
  - Henri IV de Holstein-Rendsbourg, comte de Holstein-Rendsbourg et duc de Schleswig.
- juin : Kale Kyetaungnyo, septième monarque du Royaume d'Ava (Haute-Birmanie).
- 9 juillet : Jean II de Toulongeon, maréchal de Bourgogne[3].
- 10 juillet : Jean II de Toulongeon, baron de Sennecey, seigneur de Toulongeon et de La Villeneuve-lès-Seurre, chevalier, conseiller, chambellan, gouverneur de Troyes et maréchal de Bourgogne.
- 19 juillet : Stefan Lazarević, prince puis despote de Serbie.
- 23 juillet : Sigismund Albicus, archevêque de Prague.
- 25 juillet : Trojden II de Płock, prince Piast de la lignée des ducs de Mazovie, duc de Płock, Rawa Mazowiecka, Gostynin, Sochaczew et Belz.
- 31 août : Anselme de Chantemerle, évêque de Rennes.
- septembre[4] : Gentile da Fabriano, peintre italien, représentant du style gothique international. Son élève Pisanello reprend la décoration de Saint-Jean de Latran.
- 3 septembre : Conrad VI d'Oleśnica,  dit le Doyen, duc de Oleśnica, Koźle, d'une moitie de Bytom et d'une moitié Ścinawa.
- 8 septembre : Tommaso Brancaccio, pseudo-cardinal italien.
- 14 septembre : Jacob Moelin, talmudiste et décisionnaire rhénan.
- 3 octobre : Pandolfo III Malatesta, condottiere italien, seigneur de Fano, Brescia et Bergame.
- 21 octobre : Raimond Mairose, cardinal français.
- 15 décembre : Jacques d'Enghien, chevalier et seigneur d'Havré.
- 26 décembre : Francesco Lando, dit le cardinal de Venise, pseudo-cardinal italien.
- 26 décembre : Aymon Ier de Chissé, évêque de Grenoble puis de Nice.

- Cyrille Belozersky, religieux et saint orthodoxe.
- Benoît II, évêque de Marseille, évêque de Fondi puis évêque de Veroli.
- Hug de Llupià, évêque de Tortosa, évêque de Valence et scripteur catalan en langue latine.
- Jean II de Parthenay-l'Archevêque, seigneur de Parthenay, Saint-Ouën, de Beauvais.
- Bernard de Paule, évêque de Grasse.
- Amaury de Sévérac, seigneur de Sévérac-le-Château, de Beaucaire, de Chaudes-Aigues et maréchal de France.
- Lorenzo di Bicci, peintre florentin.
- Stefano di Francesco, peintre florentin.
- Antoine Grimaldi de Monaco, co-seigneur de Monaco.
- Le Camus de Beaulieu, ou Jean Vernet, militaire français.
- John Mor Tanister, fondateur du Clan MacDonald de Dunnyveg.
- Andronic Paléologue, despote et gouverneur de Thessalonique.
- Qu You, écrivain chinois.

## Crédit d'auteurs
- Cet article est partiellement ou en totalité issu de l'article intitulé « 1427 » (voir la liste des auteurs).